# Эцбах
Эцбах (нем. Etzbach) — община в Германии, в земле Рейнланд-Пфальц. 
Входит в состав района Альтенкирхен-Вестервальд. Подчиняется управлению Хам (Зиг).  Население составляет 1327 человек (на 31 декабря 2010 года). Занимает площадь 3,05 км².